# Plexippoides arabicus
Plexippoides arabicus är en spindelart som beskrevs av Prószynski 1989. Plexippoides arabicus ingår i släktet Plexippoides och familjen hoppspindlar. Inga underarter finns listade i Catalogue of Life.